# Youn Hye-young
Youn Hye-young (hangul 윤혜영, ur. 15 marca 1977) – południowokoreańska łuczniczka sportowa. Złota medalistka olimpijska z Atlanty.
Startowała w konkurencji łuków klasycznych. Zawody w 1996 były jej jedynymi igrzyskami olimpijskimi. Po złoto sięgnęła w drużynie, tworzyły ją również Kim Kyung-wook i Kim Jo-sun. Indywidualnie zajęła dziewiąte miejsce. 